# Acrobacia

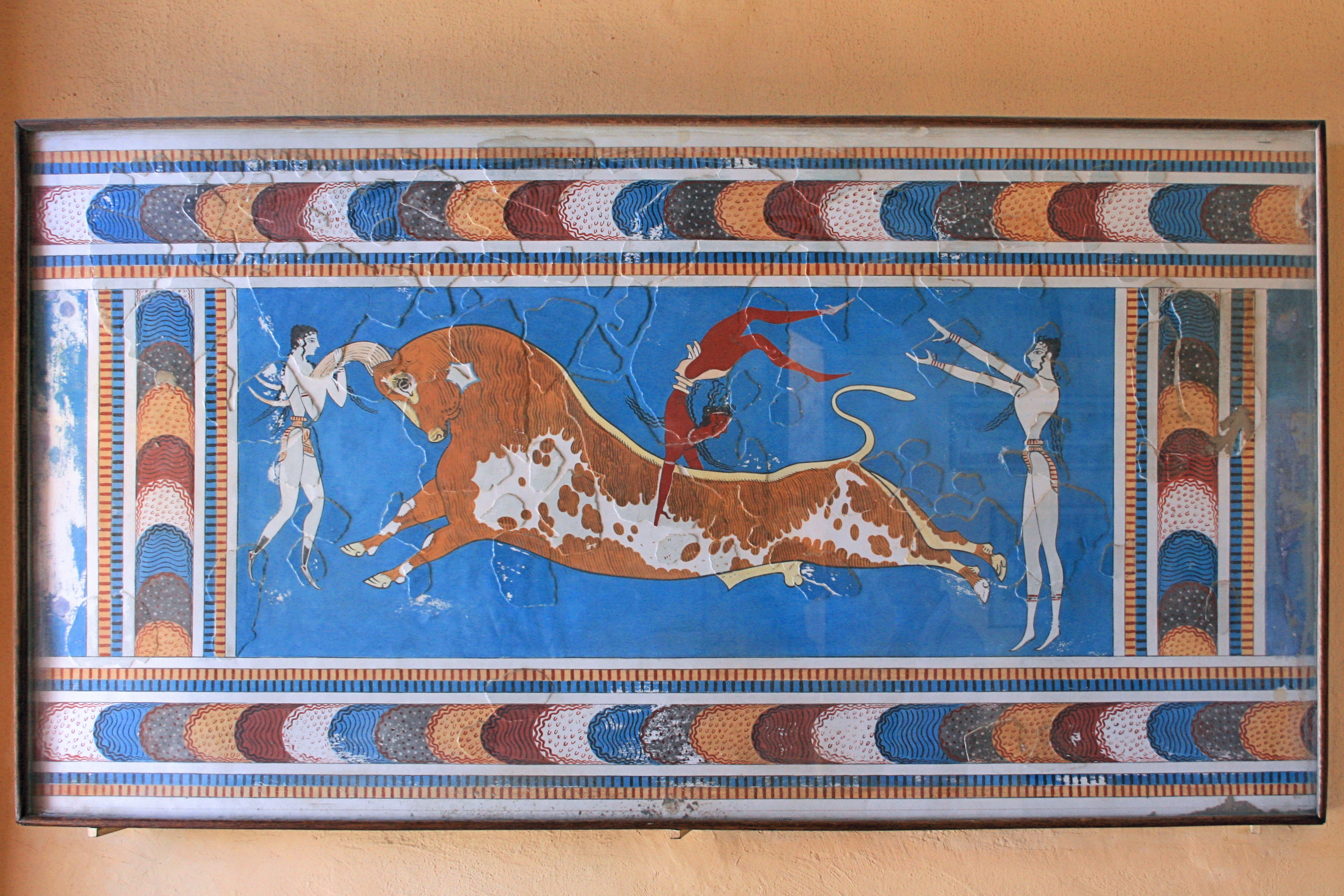
Fresco del salto del toro, en Cnosos.

La acrobacia (del griego akros, "alto", y bat, "andando", es decir, «andar de puntillas») es una actividad deportiva que implica equilibrio, agilidad y coordinación acompañado de trabajo físico y flexibilidad.

## Historia

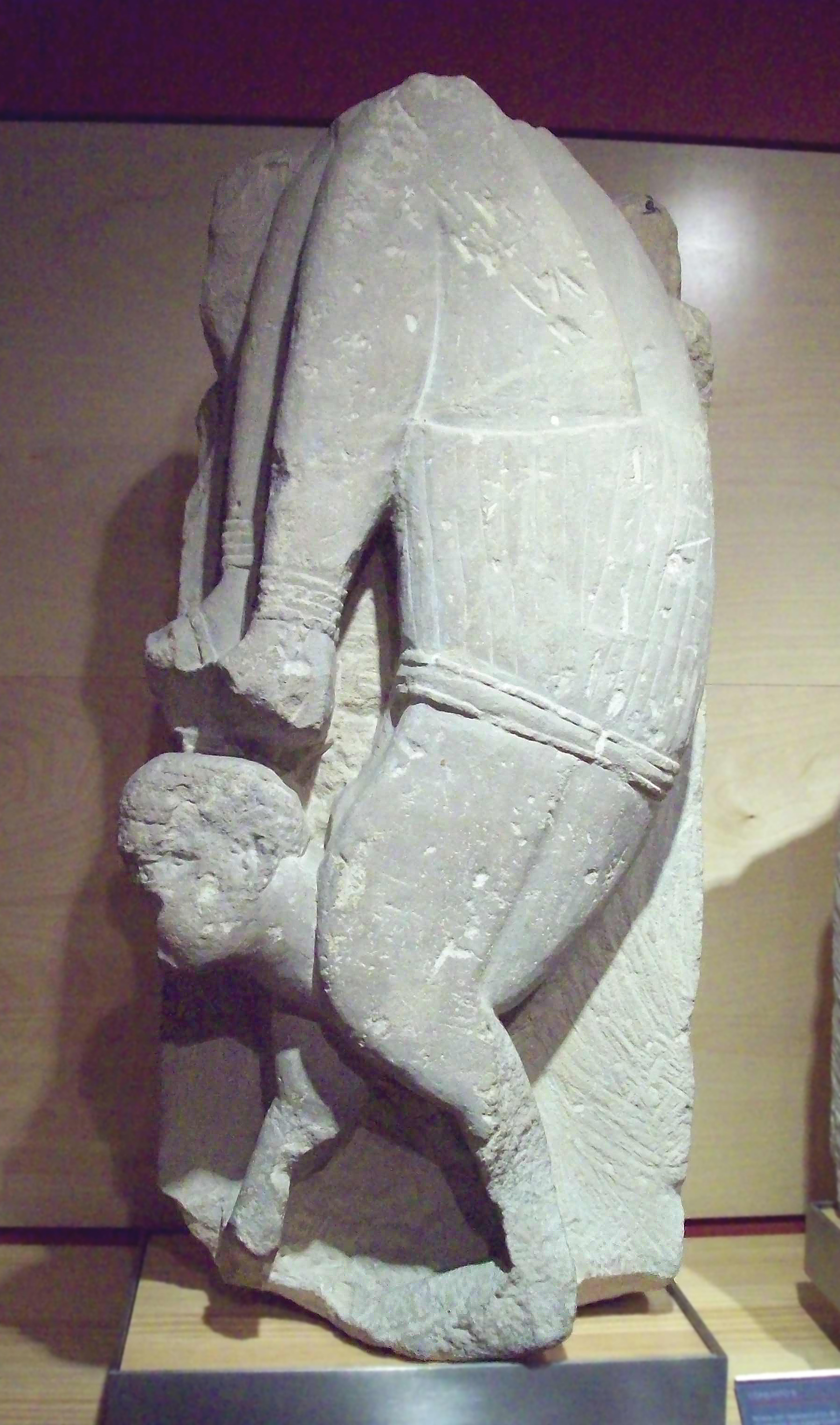
Acróbata de Osuna, conservado en el M.A.N., una escultura íbera del siglo II a. C.

Ya en los días de los mitos griegos, de las civilizaciones micénica y minoica en el año 2000 a. C. aproximadamente, las acrobacias gozaban de gran popularidad: muy excepcional era el salto sobre toros, practicado en Creta, el cual tuvo carácter religioso. El gimnasta saltaba por encima de la cabeza del toro (a lo mejor sirviéndose de los cuernos como asas para darse impulso) y daba una vuelta de campana sobre el lomo del animal.
Cabe suponer que en todas las épocas ha habido saltimbanquis: ya en Homero aparecen acróbatas amenizando un banquete (Odisea 4, 10). También más adelante la acrobacia sirvió para divertir a los comensales de los simposios. Las chicas tenían la posibilidad de seguir una formación con ese objetivo. 
En un cántaro de Nápoles se muestra a un joven que baila, salta y evoluciona al son de una música de flauta por entre puñales erguidos; sobre una mesilla en el centro su amiga está a punto de vaciar una taza de vino mientras se arquea por encima del recipiente apoyándose en los antebrazos. En otro vaso un sátiro se pone boca abajo para beber de una copa de vino. Con frecuencia se representa el puente, sobre todo en forma de asa de bronce, de forma bastante grácil.
En la Edad Media en Europa, plazas y palacios servían de escenario improvisado para saltimbanquis, histriones, volatineros y prestidigitadores que mezclados con charlatanes, juglares y títeres, mostraban sus acrobacias entre canciones, farsas y otras actividades de muy variada naturaleza.
Aunque en un principio el término se aplicó a andar sobre la cuerda floja, en el siglo XIX, una forma de arte que incluía gimnastas y actos circenses empezó a utilizar este término también. A finales del siglo XIX, las volteretas y otras actividades acrobáticas y gimnásticas se convirtieron en deportes de competición, hasta incorporarse más tarde a diversas pruebas olímpicas.

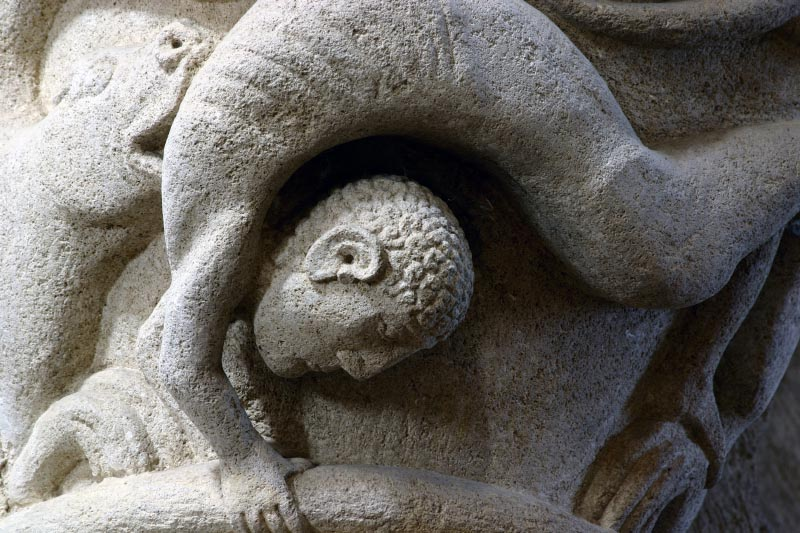
Acróbata - capitel en la iglesia prioral Ste-Trinité d’Anzy-le-Duc.

### Europa
Las tradiciones acrobáticas dejaron su huella en todo el mundo. En Europa, las primeras descripciones posibles de hazañas acrobáticas se encuentran en la cultura minoica alrededor del año 2.000 a. C. En las representaciones del salto del toro, los jóvenes vencían al animal con saltos acrobáticos.
En la historiografía de la Edad Media europea (entre 500 y 1500 d. C.), las hazañas acrobáticas se combinaban a menudo con interpretaciones de canciones, malabares y otras actividades. En muchos frisos y capiteless románicos  de iglesias, hay representaciones de acróbatas, en las que la atención no se centra tanto en las actuaciones acrobático-deportivas en sí, sino más bien en los movimientos y contorsiones de apariencia extraña. De esta época se conoce un autor que publicó un libro sobre acrobacia: Archange Tuccarro (en Francia, como saltador de la corte real, en la corte de Carlos IX) con sus Trois dialogues de l'exercise de sauter et voltiger en l'air (París 1599).
Aunque en un principio el término sólo se utilizaba para designar la acrobacia en la cuerda floja, a partir del siglo XX empezó a extenderse a formas de artes escénicas, como la gimnasia y las artes circenses. En esta época se formaron clubes y asociaciones en los que se practicaban deportes de fuerza artística. En los deportes de fuerza artística ya se distinguían las disciplinas de parterre, equilibrio, acrobacia aérea y salto. De 1971 a 1975 se formó el Deutsche Sportakrobatik Bund, que incluía la gimnasia de suelo. A finales del siglo XX, el tumbling y la gimnasia rítmica se convirtieron en deportes competitivos en Europa.
En Alemania y Holanda se fundaron muchos grupos acrobáticos alrededor de 1990, ya fuera en el marco del deporte universitario o como clubes de circo. Tal vez pueda encontrarse aquí una conexión con el renacimiento del circo bajo las influencias del Nouveau Cirque, como el Roncalli o el Cirque du Soleil. La motivación de estos grupos puede verse ciertamente en la dirección del deporte recreativo, aunque la exigencia en cuanto a la calidad del deporte realizado suele ser muy profesional. La organización de encuentros suprarregionales, ricos en talleres sobre técnicas individuales, creó una base uniforme para el intercambio de competencias en Alemania. Siguiendo el trabajo preparatorio holandés, por ejemplo los Niveles de Como y las actividades de enseñanza de los Osmani's y los Hermanos Como (Rijk Hoedt y Cor van Velthoven), fue posible lograr fuertes mejoras en el rendimiento. La atención prestada a los "números de vodevil" que se presentaban unos a otros en las reuniones y la edad de entrada en el deporte universitario desencadenaron el desarrollo de un estilo sin competiciones pero con un fuerte énfasis en el espectáculo.
Paralelamente y de forma relativamente independiente, la acrobacia deportiva se desarrolló hasta convertirse en un deporte de competición internacional. A pesar de los mismos elementos de práctica, ambos deportes muestran curiosamente una falta casi total de coincidencia entre los atletas que los practican. La acrobacia deportiva en su forma actual fue desarrollada por la ciencia del deporte en la antigua Unión Soviética. Las mejores actuaciones absolutas en acrobacia son posibles gracias a la forma de entrenamiento introducida allí, que comienza a una edad muy temprana, también en escuelas deportivas especiales. Las mejores actuaciones anteriores, como la de los Hermanos Yang o la familia Kremo se desarrollaron de la misma manera. Esta formación básica de los niños en las familias artísticas fue una experiencia y un modelo para el desarrollo de la actual gimnasia artística y acrobacia deportiva.

### África
De 1460 a 1563, vivió en Marruecos el fundador de una hermandad espiritual, que tomó su nombre de él: Los Hijos de Sidi Ahmed ou Moussa (Oulad Sidi Ahmed ou Moussa). En las condiciones de constante vagabundeo en grupo y renuncia a la mendicidad, la cofradía desarrolló su forma especial de transmitir bendiciones (baraka) a cambio de alimentos o donaciones monetarias con la ayuda de la danza, el canto y la acrobacia. A partir de esta tradición, los acróbatas profesionales de circo se desarrollaron en el siglo XIX con actuaciones en Europa (Circo Renz 1852, Circus Busch 1902) y en el extranjero. Hacia 1920, sólo 25 compañías artísticas marroquíes, todas ellas bereberes de la región de Tazerwalt, en el sur de Marruecos, trabajaban en Alemania. Durante la manía de limpieza racial de los nacionalsocialistas, estos grupos abandonaron Alemania. Entretanto, estos artistas volvieron a actuar en Europa y Estados Unidos. Entre otras cosas, influyeron en el mundo de los acróbatas, ya que algunos de sus ejercicios (saltos mortales y volteretas) se conocen bajo el término "árabes". En las ciudades marroquíes (sobre todo en Marrakech), todavía se puede asistir en lugares públicos a espectáculos acrobáticos, generalmente acompañados de instrumentos musicales populares como el T'bol, el Qarqaba o el Gimbri'.

### Oriente

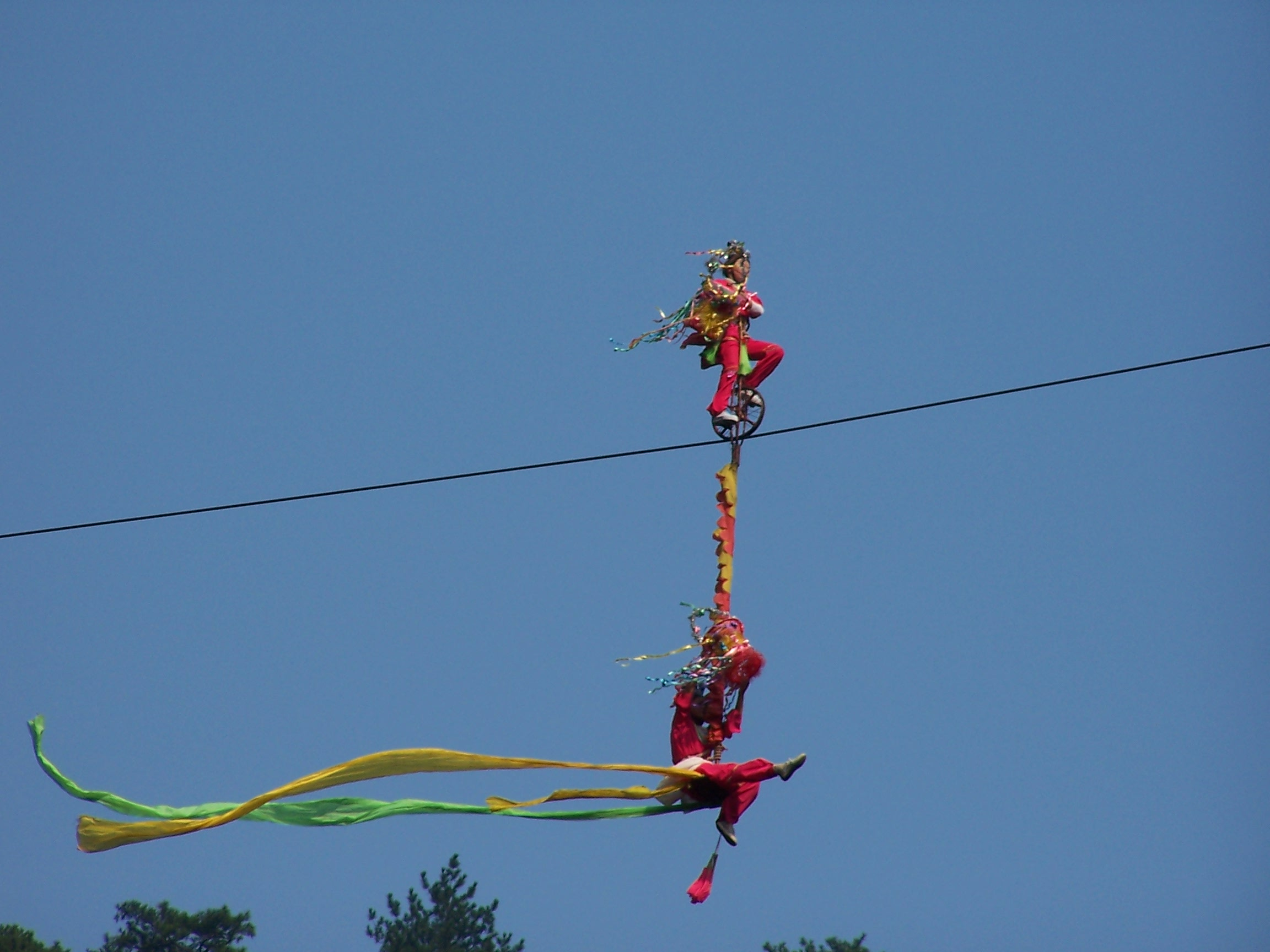
Acróbatas en el alambre.

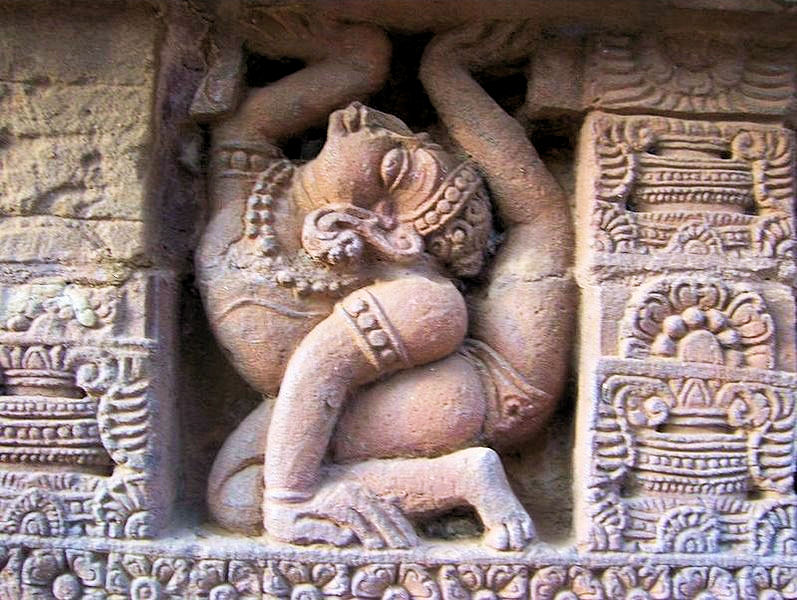
Bailarina/acróbata en el templo de Parasumaresvara en Bhubaneswar, India

En China, las acrobacias (como parte de los "Cien Juegos") habían sido una parte de la cultura desde la Dinastía Han, hace unos 2500 años (206 a. C. a 220 d. C.), cuando las acrobacias eran parte de los festivales de la cosecha de los pueblos.  Archivado el 14 de enero de 2018 en Wayback Machine.
Durante la Dinastía Tang  (618 a 907), las acrobacias vieron el mismo tipo de desarrollo que las europeas durante la Edad Media en las cortes entre el VII y el X como práctica dominante y sigue formando parte de varias óperas locales, especialmente de la Ópera de Pekín.
La cultura medieval de la India probablemente también incluía espectáculos de danza que rozaban los ejercicios acrobáticos o contorsionistas. Estos apenas han sobrevivido en textos contemporáneos u otras representaciones, por lo que sólo podemos especular sobre su significado en un contexto religioso o cortesano.

## Gimnasia acrobática

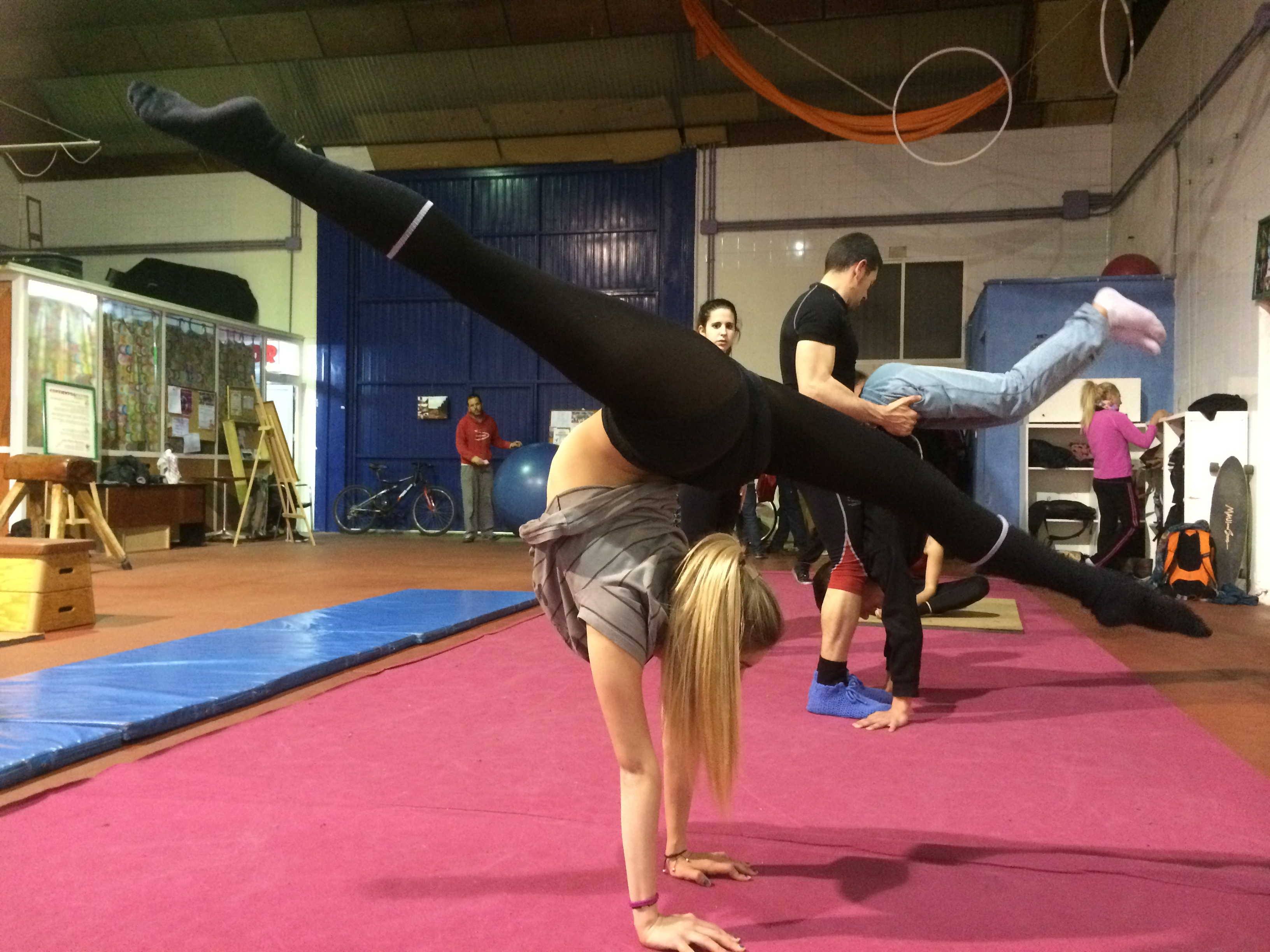
Joven haciendo un equilibrio en una escuela de circo.

La primera utilización de las acrobacias como un deporte específico fue en la URSS en los años 1930, y el primer campeonato del mundo fue en 1974.
Los gimnastas acrobáticos son juzgados en cinco categorías:
- Parejas masculinas
- Parejas femeninas
- Parejas mixtas
- Mujeres por equipos (trío)
- Hombres por equipos (cuartetos)

Una sexta y una séptima categoría de volteretas (hombres y mujeres) se eliminó de los campeonatos del mundo en 1999. Sin embargo, Muchos deportes acrobáticos en grupos continúan manteniendo eventos de volteretas. Las volteretas consisten en tres series de elementos acrobáticos realizados en carrera, como las volteretas y el flic-flac.
Los cinco tipos de eventos son coreografiados con música. Puede involucrar baile, volteretas y "destrezas por parejas" que pueden involucrar "sincronía" y habilidades dinámicas. Las habilidades dinámicas involucran alguna forma de maniobra aérea mientras que el balance involucra poses y agarre.
Los deportes acrobáticos es el original y la Gimnasia Acrobática es el nombre oficial del deporte, aunque se conoce también como Acro-gimnasia, Acro Gimnasia o Acrogimnasia. La Gimnasia Acrobática fue un deporte de exhibición en los Juegos Olímpicos de Sídney 2000.
Hay unas cuantas federaciones de acrobacia como la AFSA (Federación Acrobática de Sudáfrica). Muchos estudios de danza imparten clases de acrobacia y se pueden hacer examen para escudos o medallas.

## Formas acrobáticas

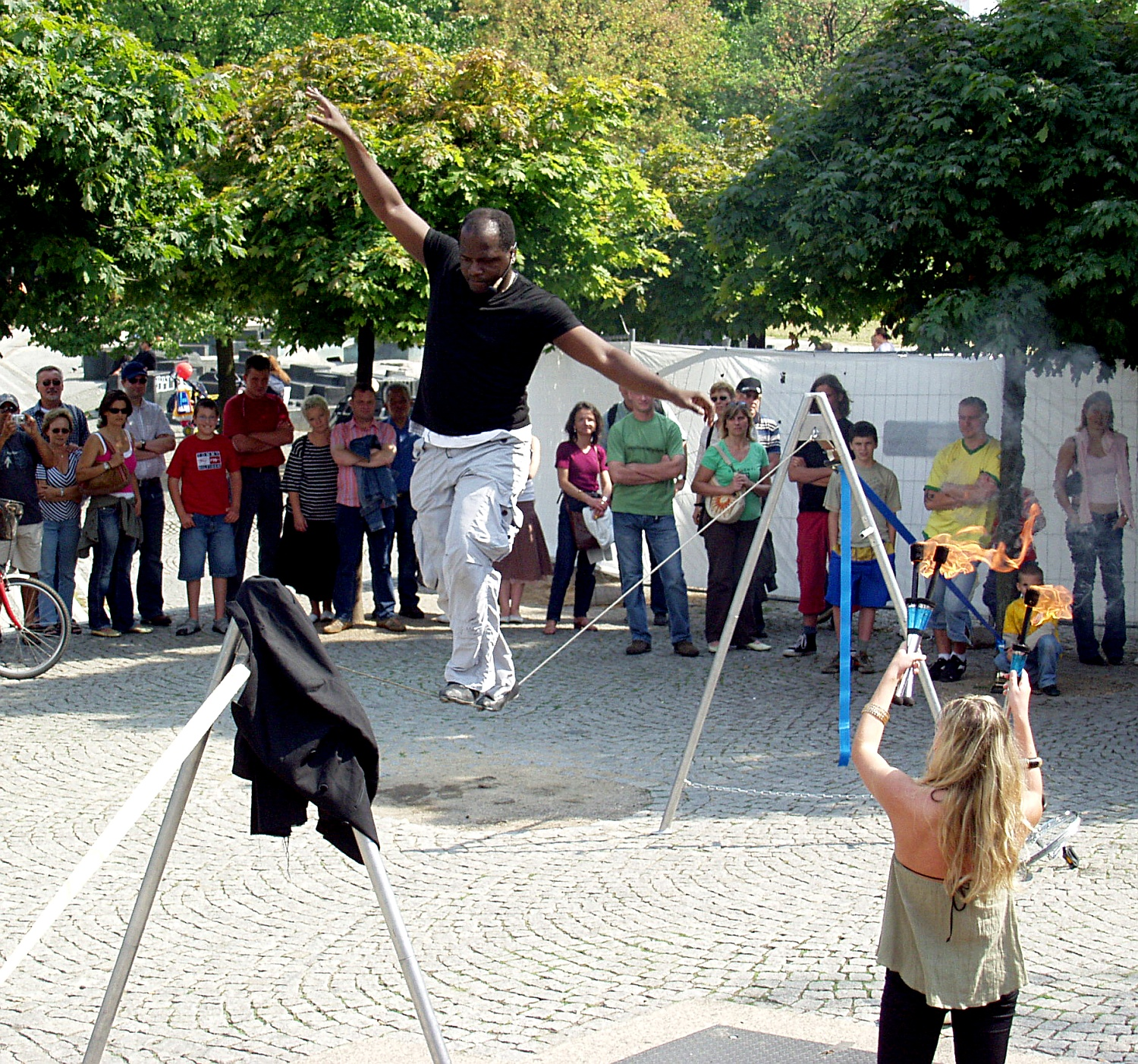
Equilibrista de cuerda floja en Colonia.

La realización de acrobacias como forma artística por derecho propio comprende un gran número de especialidades. No obstante, muchos artistas utilizan varias de estas disciplinas en sus actuaciones.

### Acrobacia aérea

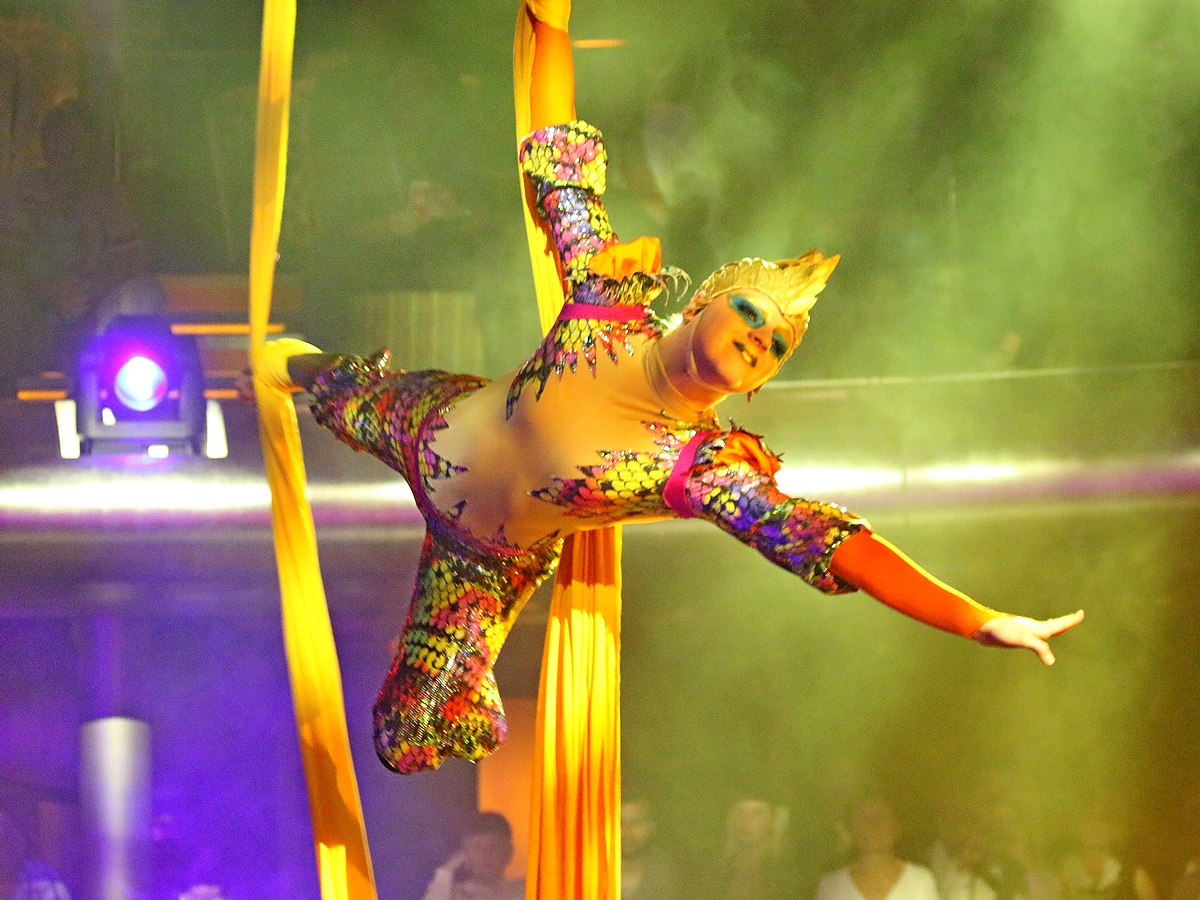
Acróbata con telas en el AIDAsol.

Los espectáculos de acrobacia aérea utilizan diversos accesorios sobre los que se muestran figuras y vuelos.
- En el caso de la cuerda floja tensa, la mayoría de las veces son personas individuales o grupos de personas las que superan la cuerda tensada, si es necesario con la ayuda de elementos auxiliares como un poste de equilibrio o un abanico.
- En la cuerda floja suelen verse actuaciones dinámicas de individuos que, a diferencia de la cuerda tensa, tienen sus propios requisitos. Aquí, el artista sólo crea la tensión de la cuerda con su propio peso. A diferencia de la cuerda floja tensa, la cuerda floja también puede utilizarse como columpio para realizar saltos.
- Con el trapecio colgante o estático, así como en la cuerda vertical, suelen mostrarse diversas acrobacias difíciles. Paralelamente, se han desarrollado la anilla (aérea), la tela vertical, el bucle de tela (la tela en U) y las correas, que ofrecen posibilidades acrobáticas similares. El trapecio, las correas, los paños y las cuerdas verticales también son adecuados para los trucos dinámicos, en los que el accesorio no permanece estático, sino que se balancea. Estos aparatos son adecuados no sólo para actuaciones de individuos solos, sino también para dúos y a veces también para grupos. Las innovaciones actuales son, por ejemplo, la red vertical y el columpio nube.
- El trapecio volante es presentado por un grupo de artistas. Normalmente se combinan dos trapecios. Suele haber una plataforma estrecha en un extremo donde los acróbatas voladores comienzan su número. Estos "vuelan" sobre el trapecio hacia el receptor, cuyo trapecio (la "silla del receptor") está sujeto al otro extremo de la construcción y también se balancea. En el punto más alto del vuelo, el acróbata volador cambia al receptor realizando alguna figura, finalmente el receptor tiene que agarrar los brazos o las piernas del acróbata volador. Muchas figuras son posibles para esto, salto mortal, giros o combinaciones así como otras figuras pueden ser usadas. A continuación, el acróbata volador vuelve a su trapecio vacío. Como extensión del trapecio volante tradicional, se han desarrollado variaciones en las que se utilizan receptores adicionales, por ejemplo encima de la silla del receptor oscilante o en el enganche del trapecio volante, lo que permite variaciones adicionales.

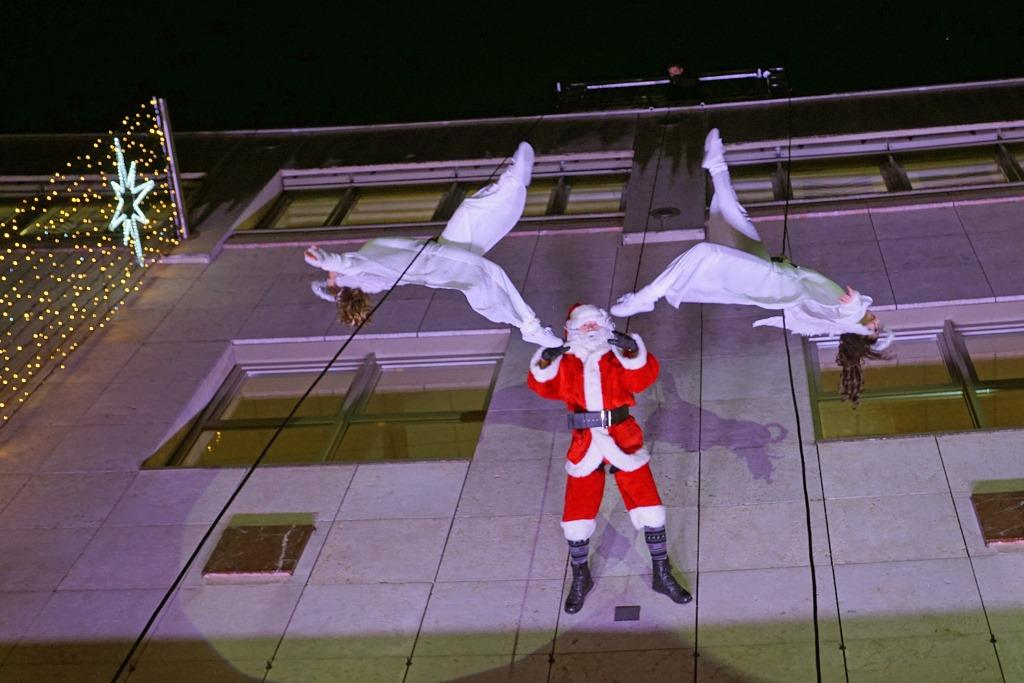
Acrobacia aérea de danza vertical en un espectáculo navideño.

- Escalar postes verticales, diversas pendientes en ellos y saltos para pasar de un poste a otro se engloban bajo el término poste chino. Existen ejercicios y posturas comunes con el deporte de pole dancing.
- Mediante el columpio ruso o el balancín, los artistas se lanzan por los aires y pueden así realizar complejas volteretas, giros y figuras voladoras combinadas.
- Aunque los saltos mortales y giros de un saltador ornamental de natación también requieren un alto grado de habilidad acrobática, al menos están en el aire durante toda la rutina. Lo mismo se aplica al trampolín.
- Danza vertical, un tipo moderno de danza y movimiento acrobático que se desarrolla en la vertical y utiliza sobre todo paredes de casas u otras estructuras como elemento de empuje.

### Formas de transición entre la acrobacia aérea y la acrobacia de suelo

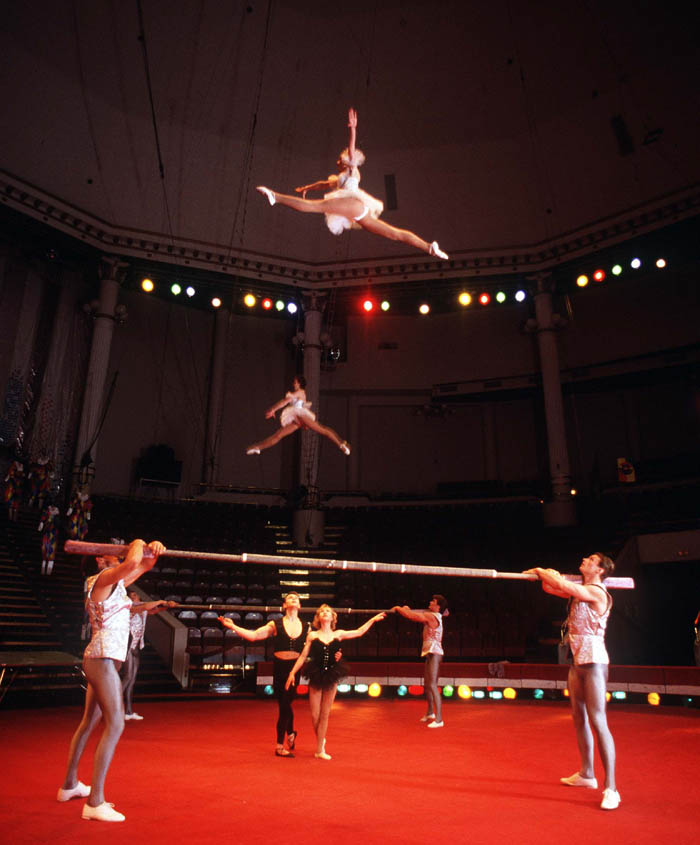
El espectáculo "Viga rusa" de Valentin Gneushev.

Si el espectáculo se centra en elementos artísticos que se desarrollan libremente en el aire, pero algunos de los miembros del grupo siguen de pie en el suelo, entonces, por definición, se denomina acrobacia en el suelo. El término equilibrista o acrobacia de equilibrio puede utilizarse en algunos casos.
- La báscula y la barra rusa se utilizan como ayudas para propulsarse a uno mismo o a otros por los aires. También aquí a menudo se realizan volteretas.
- En el antipodismo, la persona que está debajo lanza y manipula objetos con sus pies.
- La variante del antipodismo con personas, los juegos icarios, consigue efectos comparables, pero aquí los voladores son catapultados directamente al aire por personas sin ningún tipo de ayuda. La persona se tumba de espaldas sobre un armazón y lleva el volador con los pies o lo lanza al aire.
- En la banquina no se utilizan ayudas técnicas. El nombre deriva del agarre de las dos ayudantes, que forman una base para el ágil con sus manos. Cada ayudante agarra su propia muñeca izquierda con la mano derecha, luego ambas agarran la muñeca derecha de la persona contraria con la mano izquierda, formando así el "nudo" de pie. La persona superior se lanza al aire y desarrollar las figuras típicas mencionadas anteriormente. Al final de cada figura, el ágil suele ser atrapado por una o las dos personas ayudantes, pudiendo adoptar diferentes posiciones: erguido, tumbado transversalmente o parado de manos.
- En la acrobacia con escalera, se realizan diversos trucos sobre una escalera (u objetos similares) en equilibrio libre en el espacio, que van desde el simple equilibrio hasta el malabarismo. La acrobacia con escalera es una forma de transición a la acrobacia aérea, ya que el artista ya no toca el suelo durante la actuación, a diferencia del atrezzo.
- El mismo razonamiento se aplica a los zancos, ya que una escalera o un poste en movimiento no pueden considerarse una plataforma. Los zancos se utilizan de diversas formas, como juego de niños, en el pasado también como medio para guardar rebaños de ganado, o como elemento acrobático en desfiles y actuaciones de malabaristas. El teatro callejero, en particular, utiliza los zancos como atrezzo acrobático. Además de los clásicos zancos de madera, se han desarrollado zancos de aluminio, de fibra de vidrio y de suspensión neumática.

### Acrobacia sobre el suelo

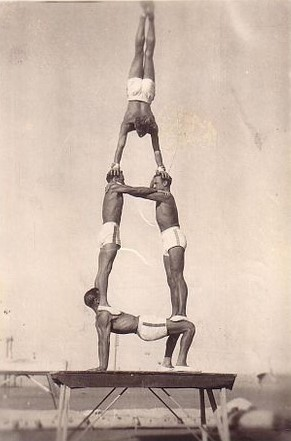
Pirámide de cuatro personas en el campo 380 (Egipto, 1944-1948).

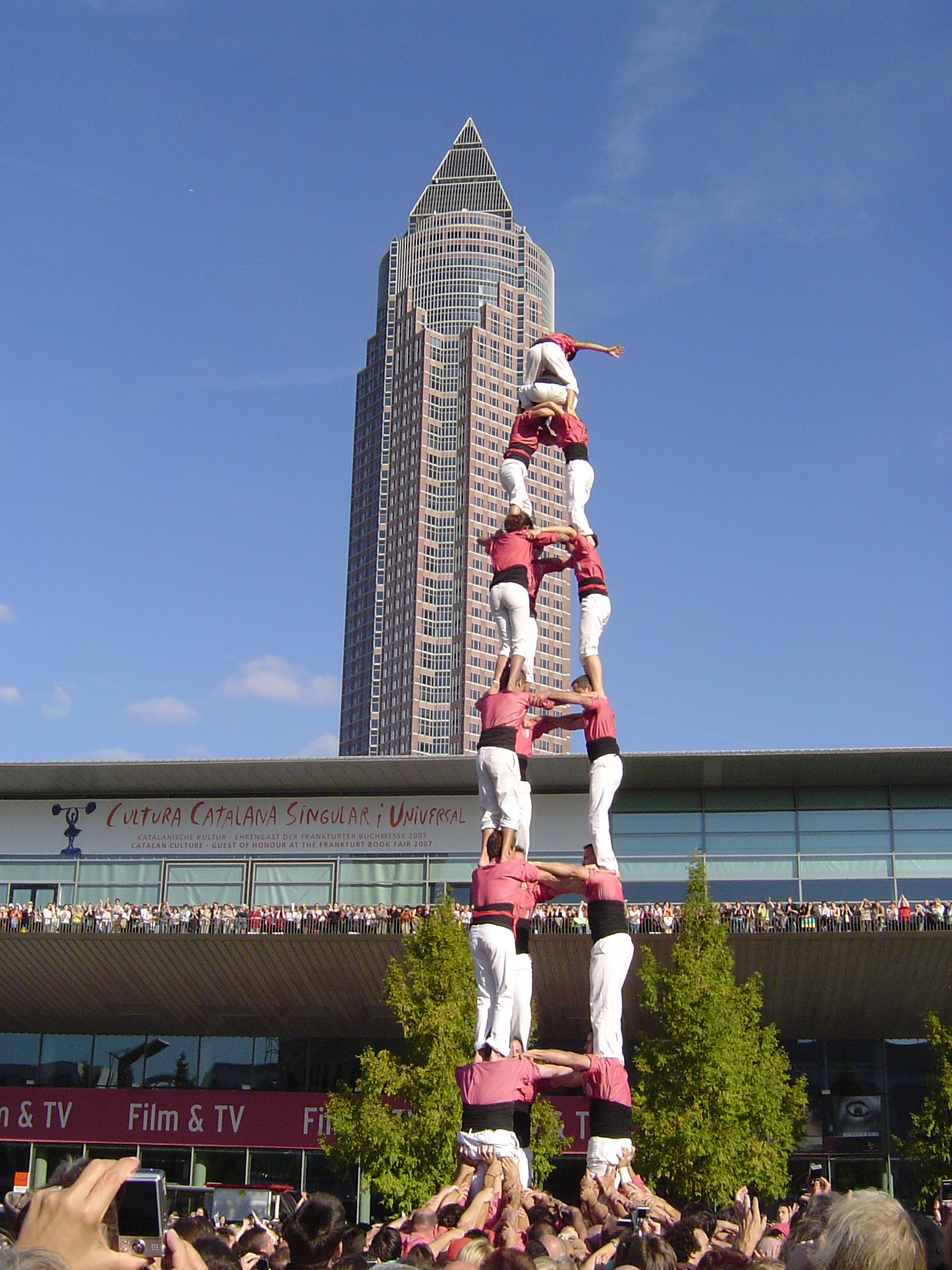
Castillo en la formación 3de8 Tres de Vuit de la Colla Vella dels Xiquets de Valls el 13 de octubre de 2007 frente al Messeturm de Fráncfort.

A pesar del término suelo aquí también se pueden realizar acrobacias, lanzamientos y ejercicios de caída.
- La acrobacia de suelo o parterre describe los ejercicios con uno o más compañeros (acrobacia en pareja, dúo y grupo) y abarca los ámbitos del vodevil, el equilibrio y los deportes de competición, incluida la acrobacia deportiva. Se trata de una forma de equilibrio con varias personas, en la que al menos una permanece en conexión con el suelo (también escenario o plataforma). Combinando yoga, acrobacia y masaje tailandés, el acroyoga[4] fue creado en EE. UU. en 2004.
- Adagio es el nombre de una subcategoría de acrobacias o ejercicios acrobáticos en pareja de suelo. Acrobacia de adagio (italiano): acrobacia de parterre trabajada lenta, tranquila y enérgicamente,[5] se originó en Europa del Este y generalmente lo enseñaban acróbatas de circo. Consiste en transiciones entre diferentes equilibrios estacionarios. Los ejercicios no tienen que realizarse necesariamente despacio, como su nombre indica. Las personas implicadas se denominan volador (persona superior) y base (persona inferior). En la acrobacia de grupo, además de varias personas inferiores y superiores, también hay personas intermedias. Las figuras utilizadas en la acrobacia de adagio pueden clasificarse describiendo en primer lugar la posición de la persona intermedia (tumbada, en cuclillas, de pie, de rodillas o parada de manos). El segundo paso consiste en determinar en qué partes del cuerpo de la persona inferior se encuentra la persona superior (pies, manos, hombros, rodillas, muslos, espalda o una combinación).  La orientación de la persona superior (horizontal, vertical o boca abajo) es la definición final de las figuras dúo. Los ejercicios con más de dos personas pueden describirse como una combinación de las figuras dúo ya presentadas. Las representaciones exactas de estas figuras, así como las posibles transiciones entre ellas, se describen en el libro Het grote duo acrobatiek trukenboek (K. Kloosterboer). La acrobacia en adagio suele representarse profesionalmente como un número de circo o de variedades que atrae al público. En muchos circos y grupos universitarios se organiza un gran número de aficionados, algunos de los cuales ofrecen una calidad profesional.
- En acrobacia deportiva, se utiliza una lista exhaustiva de figuras y sus grados de dificultad.[6]

Muchos ejercicios son más fáciles de realizar cuando los voladores son más ligeros y las personas en el suelo son más pesadas y fuertes. Sin embargo, esto no es necesario; la igualdad de pesos o incluso la inversión de este principio se utilizan a menudo para efectos especiales de espectáculo.
Las acrobacias se encuentran en muchas tradiciones regionales. Los saltos y diversas demostraciones dinámicas de habilidad suelen formar parte de fiestas y costumbres populares (ejemplo: Düsseldorfer Radschläger). En España se está perfeccionando una forma de acrobacia de suelo. Las pirámides humanas que se realizan en la provincia de Cataluña, llamadas Castells y Muixeranga, tienen un trasfondo religioso y político, además del componente deportivo. En Asia, una tradición similar se asocia a la festividad hindú Janmashtami.
En el campo de la acrobacia de suelo, se conocen otras formas de ejercicio:
- Los artistas de parada de manos suelen utilizar una plataforma o un soporte para presentar sus variaciones de parada de manos.
- Los acróbatas de fuerza realizan proezas de fuerza y equilibrio, que también pueden verse en competiciones de atletismo de fuerza o como elementos de acrobacias deportivas.
- Aunque tumbling implica la realización de secuencias rápidas de volteretas y otros saltos mortales, se incluye en este apartado.
- Los contorsionistas se presentan a menudo aquí.
- Aunque los traceurs realizan saltos espectaculares en el parkour, la superación de obstáculos puede considerarse basada en el suelo.

### Manipulación acrobática de objetos
La manipulación acrobática de diversos objetos, de la que hacen gala los malabaristas, debe considerarse un campo aparte. Los antipodistas también pueden englobarse dentro del término malabarista si en lugar de personas sólo se utilizan objetos, como barriles o alfombras, para las manipulaciones acrobáticas.

### Elementos acrobáticos
Los elementos de ejercicio individuales de un deporte se resumen bajo el término acrobacia. Estos elementos se utilizan de forma casi idéntica en los distintos deportes y se combinan con los respectivos ejercicios básicos. Un ejercicio frecuentemente utilizado de esta forma es la golondrina, también llamada pez, volador o prono tumbado sobre las manos. Aquí la persona inferior de pie lleva a la persona superior por encima de su cabeza, con las manos en las caderas. Vista de lado, el resultado es una imagen similar a la letra "T". Esta figura puede utilizarse en patinaje artístico sobre hielo, patinaje sobre ruedas, como pose en danza como Rock 'n' Roll o en volteo. En el caso de los elementos dinámicos (en acrobacia deportiva todos los elementos con fase de vuelo, entre otros. Saltos en todas las variantes, las "acrobacias" en las animadoras, por ejemplo, son en parte idénticas a las "principiantes" en el rock 'n' roll.
Estos elementos también se utilizan en el ámbito más amplio del entretenimiento.
En muchas escenas espectaculares de películas, las acrobacias son un componente importante. Además de las frecuentes "escenas de accidentes", los elementos acrobáticos se utilizan regularmente sobre todo en películas de artes marciales.

## Otras actividades relacionadas
Muchas disciplinas de la gimnasia fueron tomadas por las artes del circo que, junto a otros elementos como la danza y el clown, se convirtieron en lo que actualmente se conoce como artes circenses.